# Eichbergers besondere Fälle
Eichbergers besondere Fälle ist eine 13-teilige Kriminalserie mit Walter Sedlmayr in der Titelrolle. Das ZDF zeigte die Erstausstrahlung von Januar bis April 1988 wöchentlich dienstags ab 18 Uhr 20. Produzent war Helmut Ringelmann mit seiner Neuen Münchner Fernsehproduktion.

## Inhalt
Hubert Eichberger arbeitet als Hausmeister im Münchner Justizpalast, hauptsächlich aber geht er seinem Hobby als Amateurdetektiv nach und überlässt seine eigentliche Tätigkeit dem Auszubildenden Lotzke. Sein juristisches Fachwissen verdankt Eichberger der Teilnahme an zahlreichen Gerichtsverhandlungen. Gerne mischt er sich in laufende Fälle ein, häufig zum Unwillen seines Schwiegersohnes, Staatsanwalt Lehmann, der meist eine andere Meinung vertritt. Doch Eichberger hat seine ganz eigene Art, den Dingen auf den Grund zu gehen.

## Sonstiges
Mit Eichbergers besondere Fälle wurde eine weitere Serie ganz auf ihren Hauptdarsteller Walter Sedlmayr zugeschnitten. Aufgrund der positiven Zuschauerresonanz war eine zweite Staffel in Planung, die aber nicht realisiert wurde.
Sechs Folgen der Serie wurden in den Monaten August und September 1992 im ZDF wiederholt.
2024 wurde die Serie auf DVD veröffentlicht.

## Episodenliste
| Folge | Erstausstrahlung | Titel                         | Regie           | Gastdarsteller (Auswahl)                                                                         |
| 1     | 5. Januar 1988   | Schönes Wochenende            | Günter Gräwert  | Jutta Kammann, Hans Stadtmüller, Nina Kronjäger, Renate Grosser, Miroslav Nemec, Norbert Gastell |
| 2     | 12. Januar 1988  | Spezialitäten des Hauses      | Günter Gräwert  | Karl Renar, Henry van Lyck, Walter Buschhoff                                                     |
| 3     | 19. Januar 1988  | Dauerbindung angestrebt       | Günter Gräwert  | Gert Burkard, Reinhard Glemnitz                                                                  |
| 4     | 26. Januar 1988  | Ein Blick für Menschen        | Günter Gräwert  | Horst Sachtleben                                                                                 |
| 5     | 2. Februar 1988  | Höhere Werte                  | Theodor Grädler | Wolfgang Fierek, Bettina Redlich, Verena Peter, Margot Mahler                                    |
| 6     | 9. Februar 1988  | Der Racheakt                  | Theodor Grädler | Erni Singerl, Willy Schultes, Hans Brenner                                                       |
| 7     | 23. Februar 1988 | Höhere Psychologie            | Theodor Grädler | Michael Ande, Toni Berger, Dirk Galuba, Ulli Kinalzik                                            |
| 8     | 1. März 1988     | Frau Kronbachs bessere Hälfte | Theodor Grädler | Liane Hielscher, Manfred Spies, Georg Blädel                                                     |
| 9     | 8. März 1988     | Betriebsgeheimnis             | Günter Gräwert  | Hans Clarin, Towje Kleiner, Ima Agustoni                                                         |
| 10    | 15. März 1988    | Flüchtige Bekannte            | Günter Gräwert  | Frithjof Vierock, Tommi Piper, Rudolf Wessely                                                    |
| 11    | 22. März 1988    | Etwas fürs Leben              | Günter Gräwert  | Jürgen Schmidt, Arnfried Lerche, Volker Prechtel                                                 |
| 12    | 29. März 1988    | Imagepflege                   | Günter Gräwert  | Rolf Boysen, Tobias Hoesl, Johanna Baumann                                                       |
| 13    | 5. April 1988    | Der Anfang vom Ende           | Günter Gräwert  | Peer Augustinski, Wolfried Lier                                                                  |